# Тьєррі Тюссо
Тьєррі Тюссо (фр. Thierry Tusseau, нар. 19 січня 1958, Нуазі-ле-Гран) — французький футболіст, що грав на позиції захисника, півзахисника.
Виступав за «Нант», «Бордо», «Расінг» (Париж) та «Реймс», а також національну збірну Франції, у складі якої став чемпіоном Європи та бронзовим призером чемпіонату світу.

## Клубна кар'єра
У дорослому футболі дебютував 1974 року виступами за команду клубу «Нант». Граючи на позиції лівого захисника, Тюссо конкурував за місце в складі з Максимом Боссі, і тільки з чемпіонського сезону 1976/77, коли Боссі був переведений на правий фланг оборони, Тюссо став гравцем основи. Згодом з «Нантом» Тюссо ще двічі став чемпіоном країни, а в 1979 році виграв Кубок Франції. Загалом в команді провів дев'ять сезонів, взявши участь у 254 матчах чемпіонату.
У 1983 році Тюссо став гравцем «Бордо», з яким виграв ще два чемпіонські титули поспіль, а також знову ставав володарем Кубка Франції. Багато грав і в єврокубках, в тому числі в Кубку європейських чемпіонів 1984/85, в якому «Бордо» дійшов до півфіналу.
Згодом з 1986 по 1988 рік грав у складі «Расінга» (Париж). Всього за 14 сезонів у вищому французькому дивізіоні Тюссо провів 377 матчів, в яких забив 16 м'ячів.
Завершив професійну ігрову кар'єру у клубі «Реймс» з Дивізіону 2, за команду якого виступав протягом 1988—1991 років.

## Єврокубки
З 5 стартів у європейських клубних турнірах найкращі досягнення — півфінали у розіграшах Кубка кубків 1979-80 у складі «Нанта» та Кубка чемпіонів 1984-85 у складі «Бордо». Усього в європейських клубних турнірах провів 24 гри, забивши 2 голи (всі у ворота радянських клубів).
Свою першу гру в єврокубках провів у Празі, виступаючи за «Нант» проти місцевої «Дукли» у стартовій грі Кубка чемпіонів 14 вересня 1977 року.
Двічі грав проти радянських команд, і двічі проходив зі своїми командами цей бар'єр, забиваючи важливі м'ячі. Першого разу це було московське «Динамо» у тбіліському чвертьфіналі Кубку кубків у березні 1980 року — Тьєррі відкрив рахунок у грі, яка завершилась перемогою аквітанців — 2:0.
Другий раз — зрівняв рахунок прекрасним ударом зі штрафного у ворота «Дніпра» на 75-ій хвилині у повторному чвертьфіналі Кубка чемпіонів сезону 1984-85, що проходив у Кривому Розі. Основний і додатковий час завершився внічию — 1:1. Слід відзначити також і точний удар у післяматчевих пенальті. Клуб Тьєррі був кращим у серії одинадцятиметрових — 5:3, і вийшов до півфіналу, де «Бордо» протистояло «Ювентусу». Це були останні ігри француза в клубних турнірах УЄФА.

### Статистика виступів у єврокубках по сезонах
| Сезон             | Клуб              | Турнір          | Досягнення    | Матчі | Перемоги | Нічиї | Поразки | Голи |
| ----------------- | ----------------- | --------------- | ------------- | ----- | -------- | ----- | ------- | ---- |
| 1977-78           | «Нант»            | Кубок чемпіонів | 1/8 фіналу    | 4     | 0        | 3     | 1       | 0    |
| 1978-79           | «Нант»            | Кубок УЄФА      | 1/32 фіналу   | 1     | 0        | 0     | 1       | 0    |
| 1979-80           | «Нант»            | Кубок кубків    | 1/2 фіналу    | 8     | 6        | 0     | 2       | 1    |
| 1980-81           | «Нант»            | Кубок чемпіонів | 1/8 фіналу    | 4     | 2        | 1     | 1       | 0    |
| 1984-85           | «Бордо»           | Кубок чемпіонів | Півфінал      | 7     | 2        | 4     | 1       | 1    |
| ВСЬОГО            | «Нант»            | 4 євросезони    | 4 євросезони  | 17    | 8        | 4     | 5       | 1    |
| ВСЬОГО            | «Бордо»           | 1 євросезон     | 1 євросезон   | 7     | 2        | 4     | 1       | 1    |
| ВСЬОГО за кар'єру | ВСЬОГО за кар'єру | 5 євросезонів   | 5 євросезонів | 24    | 10       | 8     | 6       | 2    |

### Статистика по турнірах
| Турнір          | Сезони | Матчі | Перемоги | Нічиї | Поразки | Голи |
| --------------- | ------ | ----- | -------- | ----- | ------- | ---- |
| Кубок чемпіонів | 3      | 15    | 4        | 8     | 3       | 1    |
| Кубок кубків    | 1      | 8     | 6        | 0     | 2       | 1    |
| Кубок УЄФА      | 1      | 1     | 0        | 0     | 1       | 0    |

### Єврокубкова статистика: сезони, турніри, матчі
(1) — перший матч;

 (2) — другий матч;

 (3) — реалізував післяматчевий пенальті.

## Виступи за збірну
1977 року дебютував в офіційних матчах у складі національної збірної Франції. 
У складі збірної був учасником чемпіонату Європи 1984 року у Франції, де зіграв два матчі і здобув титул континентального чемпіона, а також чемпіонату світу 1986 року у Мексиці, на якому команда здобула бронзові нагороди, а Тюссо зіграв у чотирьох матчах.
Протягом кар'єри у національній команді, яка тривала 10 років, провів у формі головної команди країни лише 22 матчі.

### Статистика матчів за збірну
| Турнір               | Матчі | Перемоги | Нічиї | Поразки | Голи |
| -------------------- | ----- | -------- | ----- | ------- | ---- |
| Товариські матчі     | 10    | 6        | 4     | 0       | 0    |
| Чемпіонат Європи     | 2     | 2        | 0     | 0       | 0    |
| Кваліфікація ЧЄ      | —     | —        | —     | —       | —    |
| Чемпіонат світу      | 4     | 3        | 1     | 0       | 0    |
| Кваліфікація ЧС      | 5     | 2        | 1     | 2       | 0    |
| Кубок Артеміо Франкі | 1     | 1        | 0     | 0       | 0    |
| ВСЬОГО               | 22    | 14       | 6     | 2       | 0    |

### На чемпіонатах Європи та світу
У складі збірної був учасником:
- чемпіонату Європи 1984 року у Франції, здобувши титул чемпіона;
- чемпіонату світу 1986 року в Мексиці, на якому французи були 3-ми.

| Рік  | Турнір           | Місце | Матчі | Перемоги | Нічиї | Поразки | Голи |
| ---- | ---------------- | ----- | ----- | -------- | ----- | ------- | ---- |
| 1984 | Чемпіонат Європи |       | 2     | 2        | 0     | 0       | 0    |
| 1986 | Чемпіонат світу  |       | 4     | 3        | 1     | 0       | 0    |

## Титули і досягнення
- Чемпіон Франції (5):

«Нант»: 1976–77, 1979–80, 1982–83
«Бордо»: 1983–84, 1984–85
- Володар Кубка Франції (2):

«Нант»: 1978–79
«Бордо»: 1985–86
- Чемпіон Європи (1):

Франція: 1984
- Бронзовий призер чемпіонату світу (1):

Франція: 1986
- Володар Кубка Артеміо Франкі (1):

Франція: 1985